# Olga Wendt
Olga „Olly“ Wendt, gebürtig Olga Sophie Emilia Sommer (* 27. Mai 1896 in Riga; † 13. Juni 1991 in Grünhainichen) war eine deutsche Künstlerin und Designerin von kunstgewerblichen Holzfiguren der Firma Wendt & Kühn.

## Leben
Olga Sommer wurde als jüngstes von fünf Kindern in Riga geboren. Nach dem Abschluss der Schulausbildung erlernte Olga Sommer zunächst den Schneiderberuf. Seit ihrem 14. Lebensjahr erhielt sie Zeichenunterricht bei der impressionistischen Malerin Susa Walter. Bei ihr erlernte Olga Sommer das detailgetreue Zeichnen von Objekten, Pflanzen, Tieren und Landschaften. Im Juni 1913 ging sie mit ihrer Familie nach Dresden, um zunächst ab September eine Ausbildung an der Zuschneide-Akademie zu beginnen. Seit  September 1917 setzte sie ihre Ausbildung an der Fachklasse für Mode an der Kunstgewerbeschule fort. In Dresden wurde sie von der Designerin und Kunstgewerbelehrerin Margarete Junge unterrichtet. Nach Abschluss des Studiums ging sie am 15. Februar 1920 auf Empfehlung von Margarete Junge in die 1915 von Margarete Wendt und Margarete Kühn gegründete Manufaktur Wendt & Kühn als Figurengestalterin. Bei Wendt & Kühn war sie 63 Jahre lang bis zu ihrem Austritt aus der Firma im Alter von 87 Jahren neben Grete Wendt verantwortlich für die Figurengestaltung der Manufaktur. In den Anfangsjahren der Firma übernahm sie die Aufgaben der 1920 ausgeschiedenen Firmengründerin Margarete Kühn, die für die Bemalungen der Figuren und Spandosen verantwortlich zeichnete.

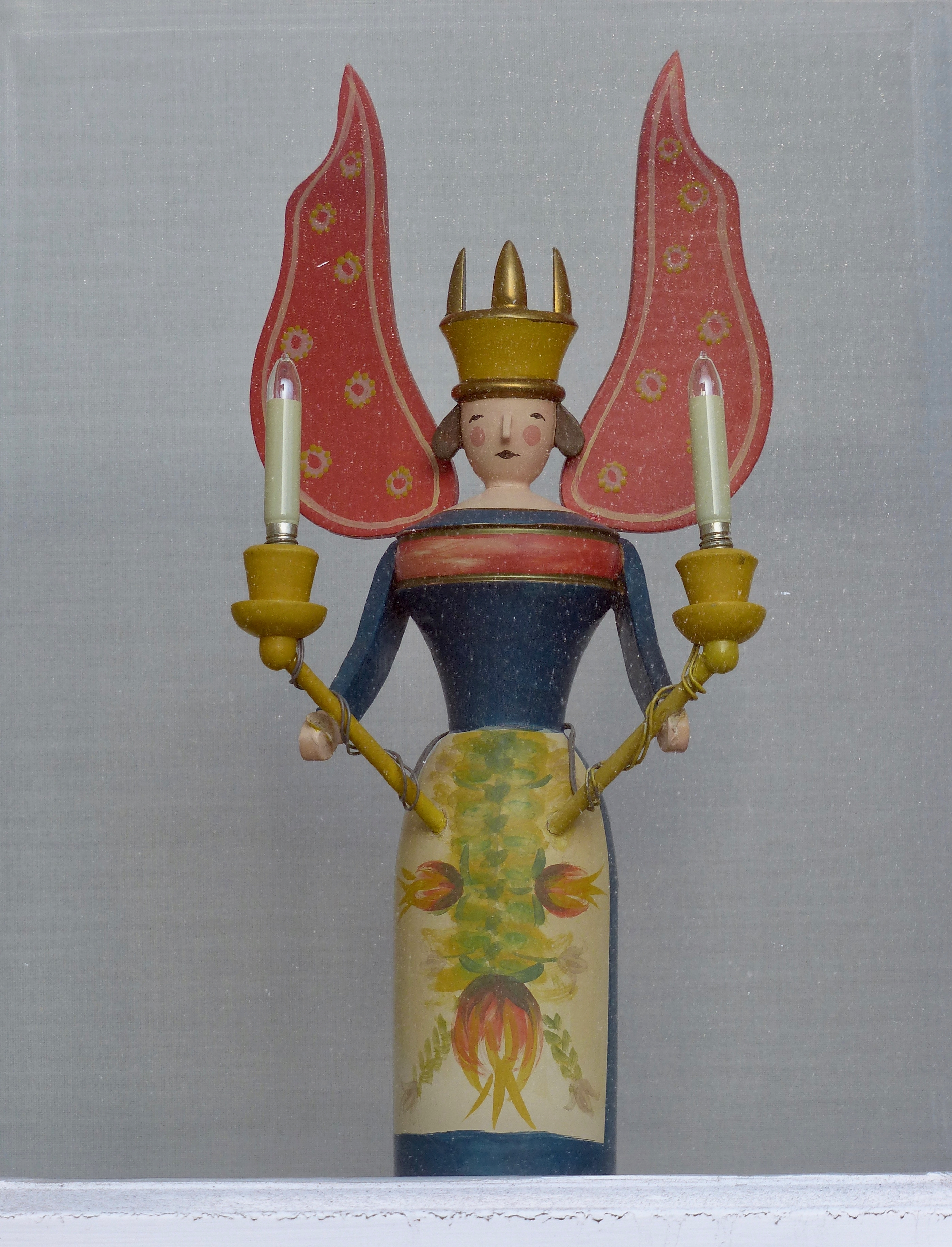
Lippersdorfer Engel als Außendekoration

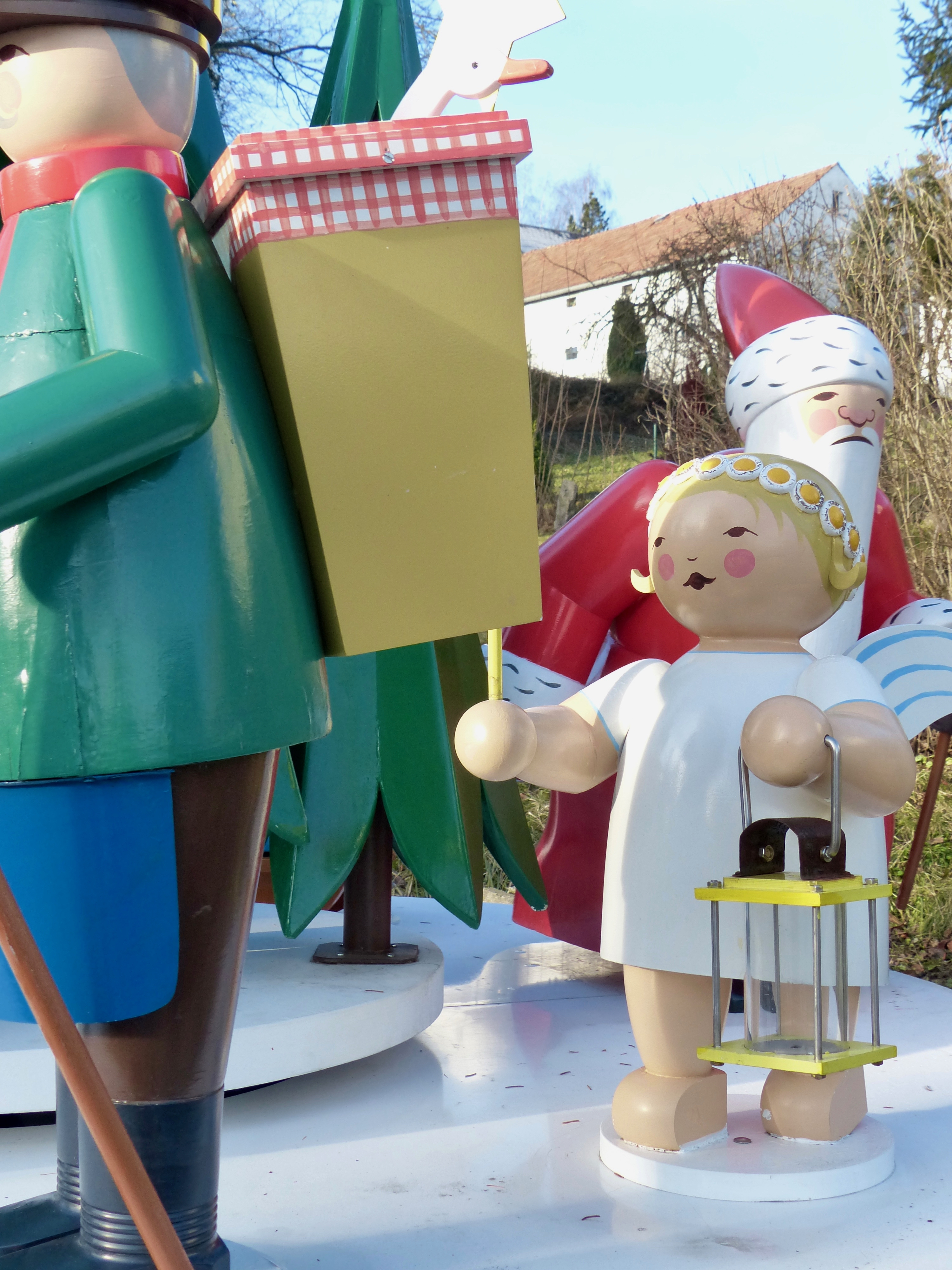
Margaritenengel auf der Spieldose im Ortszentrum von Grünhainichen

Mitte der 1920er Jahre begann Olly Sommer mit der Gestaltung und Bemalung von Engelsfiguren. Zu ihren frühen Arbeiten zählen die reich bemalten Lippersdorfer Engel und Brokatengel. Gemeinsam mit Grete Wendt entwarf sie Teile der Figurengruppen und Spieldosen. Zu ihren bekanntesten Entwürfen zählen die zierlichen Margaritenengel, die 1925 in das Programm der Manufaktur aufgenommen wurden. Seit 1935 gestaltete sie auch eine Gruppe von sechs sitzenden Margaritenengeln. Die von ihr 1925 entworfene Mondfamilie gehört ebenfalls bis heute zum klassischen Sortiment der Manufaktur. Die von ihr gestalteten Figuren waren in dieser Zeit auch auf den internationalen Markt ausgerichtet.
Am 19. Februar 1930 heiratete Olly Sommer Grete Wendts Bruder Johannes, der seit 1919 die kaufmännische Abteilung und Buchhaltung der Manufaktur leitete. Am 9. Oktober 1930 kommen die Zwillinge Sigrid und Hans zur Welt. Johannes Wendt wurde im September 1945 verhaftet, im Außenlager des KZ Buchenwald interniert und starb am 7. Dezember 1945 im Kriegsgefangenenlager 437 in Tscherepowez.
Olly Wendt entwarf für ihren Mann 1945 eine Engelgruppe, die 1969 vom Warenzeichenverband expertic mit einer Goldmedaille ausgezeichnet wurde. Über mehrere Jahrzehnte vertrat Olly Wendt gemeinsam mit Grete Wendt die Firma auf der Leipziger Messe. Ihr Sohn Hans trat 1954 in die Firma ein und leitete die Manufaktur bis Ende 2011.
Olly Wendt blieb auch im verstaatlichten VEB Werk-Kunst Grünhainichen (1972 bis 1990) als Gestalterin tätig, während Grete Wendt die Manufaktur verließ. Am 28. April 1983 beendete sie ihre Tätigkeit für Wendt & Kühn.
Olly Wendt starb am 13. Juni 1991 in Grünhainichen im Alter von 95 Jahren.

## Würdigung
Anlässlich des 100-jährigen Bestehens der Firma Wendt & Kühn zeigte das Museum für Sächsische Volkskunst im Jägerhof (Dresden) vom 20. Juni 2015 bis zum 10. Januar 2016 eine umfassende Ausstellung mit Entwürfen von Grete und Olly Wendt. Am Firmensitz in Grünhainichen wurde 2015 die Sonderausstellung Einblicke mit Aquarellen und Bleistiftzeichnungen der beiden Künstlerinnen gezeigt.
Die Entwürfe von Olly Wendt sind als Exponate in zahlreichen volkskundlichen und kunstgewerblichen Museen, unter anderem in der Manufaktur der Träume in Annaberg-Buchholz, im Museum für Sächsische Volkskunst in Dresden, im Museum sächsisch-böhmisches Erzgebirge in Marienberg, im Erzgebirgischen Spielzeugmuseum Seiffen sowie im Weihnachts- und Spielzeugmuseum auf der Burg Scharfenstein ausgestellt.

## Arbeiten (Auswahl)
- Lippersdorfer Engel, ab 1923
- Engel mit zwei Lichtnäpfen, vor 1924
- Margaritenengel, ab 1925
- Mondfamilie, 1925
- Zwillingspärchen im Taufkleid, 1931
- Geschenkeengel, 1936
- Engel mit Kerzenhalter, 1964
- Brokatengel in unterschiedlichen Bemalungen
- Kronenengel